# Трілочанпала
Трілочанпала — індійський магараджахіраджа з династії Гуджара-Пратіхари.

## Життєпис
Син магараджахіраджи Раджапали. Відомостей про нього обмаль. 1018 року після падіння Каннауджа погиркався з батьком. Намагався нападати на загони Газневідів, що поверталися на батьківщину.
Після повалення Раджапали коаліцією раджпутів на чолі із Від'ядхарою з клану Чандела. Боровся з ним і лише 1019 року зумів затвердитися у владі. Переніс столицю з Каннауджа до фортеці Барі. 1020 року вимушений був тікати з Барі під час нового вторгнення Махмуда Газневі.
В наступні роки опинився під значним впливом Від'ядхари. Остання згадка про Трілочанпалу сягає червня 1027 року. Ймовріно помер того ж року. Йому спадкував син Джасапала.